# Inotuzumab ozogamicine
L'Inotuzumab ozogamicine, commercialisé sous le nom de marque Besponsa, est un médicament conjugué anticorps-médicament utilisé pour traiter la leucémie aiguë lymphoblastique à précurseurs B en rechute ou réfractaire,. Il est administré par perfusion intraveineuse,.
Le médicament consiste en un anticorps monoclonal humanisé dirigé contre CD22 (inotuzumab), lié à un agent cytotoxique de la classe des calicheamicines appelé ozogamicin.
La Food and Drug Administration (FDA) des États-Unis le considère comme un médicament de première classe.

## Utilisation médicale
L'inotuzumab ozogamicin est utilisé pour traiter la leucémie aiguë lymphoblastique à précurseurs B en rechute ou réfractaire,.
En mars 2024, la FDA approuve l'inotuzumab ozogamicin pour le traitement des enfants âgés d'un an et plus atteints de leucémie aiguë lymphoblastique à précurseurs B CD22-positifs en rechute ou réfractaire.

## Effets indésirables
L'étiquette de la FDA pour l'utilisation de l'inotuzumab ozogamicin comporte un avertissement encadré concernant le risque de toxicité hépatique, en particulier la maladie veino-occlusive hépatique (VOD), qui s'avère fatale chez certaines personnes. Le risque est plus élevé chez les personnes qui prennent le médicament avant une transplantation de cellules souches hématopoïétiques (HSCT) et plus de personnes meurent après une HSCT suivant un traitement avec ce médicament que celles qui subissent une HSCT avec d'autres chimiothérapies. Le risque augmente avec le nombre de cycles de traitement avec l'inotuzumab ozogamicin.
Les réactions indésirables graves les plus fréquentes chez les personnes prenant le médicament dans l'essai clinique ayant conduit à son approbation sont les infections (23 %), la perte de neutrophiles avec fièvre (11 %), les hémorragies (5 %), les douleurs abdominales (3 %), la fièvre (3 %), la VOD (2 %) et la fatigue (2 %).
Plus de 20 % des personnes présentent les réactions indésirables suivantes : perte de plaquettes (51 %), perte de neutrophiles (49 %), infections (48 %), anémie (36 %), leucopénie (35 %), fatigue (35 %), hémorragies (33 %), fièvre (32 %), nausées (31 %), maux de tête (28 %), perte de neutrophiles avec fièvre (26 %), transaminases élevées (26 %), douleurs abdominales (23 %) et jaunisse (21 %).[réf. nécessaire]
Entre 10 % et 20 % des personnes présentent également une perte d'appétit, des vomissements, des diarrhées, des aphtes, de la constipation, des frissons et des réactions au site d'injection.
Dans les études sur les animaux enceintes, le médicament cause des dommages au fœtus à des doses inférieures à celles utilisées en clinique, et donc le médicament n'est pas testé chez les femmes enceintes.

## Pharmacologie
La composante anticorps de l'inotuzumab ozogamicin se lie aux récepteurs CD22, qui sont principalement exprimés sur les cellules B. Le conjugué entier est ensuite internalisé dans la cellule, où l'ozogamicin est clivé de l'anticorps par l'environnement acide du lysosome. L'ozogamicin finit par atteindre le noyau cellulaire où il casse l'ADN, provoquant la mort de la cellule.

## Chimie
L'inotuzumab ozogamicin consiste en l'anticorps monoclonal humanisé inotuzumab (dirigé contre CD22), lié à un agent cytotoxique de la classe des calicheamicines appelé ozogamicin,. L'ozogamicin est le N-acétyl-gamma-calicheamicin diméthylhydrazide. Il inclut le même lien, appelé "AcBut", et la même toxine que le gemtuzumab ozogamicine, qui résulte de la même collaboration. Le lien est un acide carboxylique contenant un carbonyle.
L'anticorps, initialement appelé G5/44, est créé en greffant les régions déterminant la complémentarité et certains résidus du cadre de lecture de l'anticorps monoclonal murin anti-CD22 m5/44, sur des cadres accepteurs humains.

## Histoire
L'inotuzumab ozogamicin est découvert par des scientifiques collaborant chez Celltech et Wyeth, et il est développé par Pfizer qui acquiert Wyeth. Celltech et Wyeth entament une collaboration en 1991 pour développer des conjugués anticorps-médicament.
La partie anticorps humanisé est générée chez Celltech et l'ADN qui l'encode est transfecté dans des cellules CHO, qui sont envoyées à Wyeth, où les chimistes expriment et purifient les anticorps et les conjuguent avec le lien à la cytotoxine ; le travail est publié en 2004. Celltech est acquis par UCB en 2004 et Wyeth est acquis par Pfizer en 2009.
En mai 2013, un essai de phase III chez des patients atteints de lymphome non hodgkinien (LNH) agressif CD22+ en rechute ou réfractaire qui ne sont pas candidats à une chimiothérapie intensive à haute dose est interrompu pour futilité.
En mars 2024, la FDA approuve l'inotuzumab ozogamicin pour le traitement des enfants âgés d'un an et plus atteints de leucémie aiguë lymphoblastique à précurseurs B CD22-positifs en rechute ou réfractaire. L'efficacité est évaluée dans une étude multicentrique, à bras unique, ouverte, chez 53 participants pédiatriques âgés d'un an et plus atteints de leucémie aiguë lymphoblastique à précurseurs B CD22-positifs en rechute ou réfractaire. Deux niveaux de dose sont évalués--une dose initiale de 1,4 mg/m2/cycle chez 12 participants et 1,8 mg/m2/cycle chez 41 participants. Les prémédications incluent la méthylprednisolone 1 mg/kg (maximum de 50 mg), un antipyrétique et un antihistaminique. Les participants reçoivent une médiane de 2 cycles de traitement (plage : 1 à 4 cycles). La demande bénéficie des désignations revue prioritaire et médicament orphelin.

## Société et culture

### Statut légal
En 2017, l'inotuzumab ozogamicin est approuvé par la Commission européenne et la FDA pour le traitement des adultes atteints de leucémie aiguë lymphoblastique à précurseurs B CD22-positifs en rechute ou réfractaire sous le nom de marque Besponsa (Pfizer/Wyeth),.